# Ari Sulander
Ari Juhani Sulander (* 6. ledna 1969, Helsinky) je bývalý finsko-švýcarský lední hokejista, brankář. S finskou reprezentací vyhrál mistrovství světa v roce 1995 (první finský titul v historii), krom toho má z MS dvě stříbra (1998, 1999) a jeden bronz (2000). Bronzovou medaili si přivezl i z olympijských her v Naganu konaných roku 1998. Zúčastnil se i světových šampionátů v letech 1993, 1996 a 1997. Na MS 1998 byl vyhlášen nejlepším brankářem turnaje. Finskou nejvyšší soutěž hrál za Jokerit Helsinki (9 sezón) a Lahti Pelicans (pouhých 6 zápasů v závěru kariéry). S Jokeritem se stal čtyřikrát mistrem Finska (1992, 1994, 1996, 1997) a dvakrát vyhrál Evropský hokejový pohár (1995, 1996). V sezóně 1993/94 byl vyhlášen nejlepším hráčem finské ligy (Cena Jari Kurriho), v sezóně 1995/96 nejlepším brankářem ligy (Cena Urpo Ylönena). Působil 14 sezón i ve švýcarské lize, v klubu ZSC Lions. Čtyřikrát se s ním stal mistrem Švýcarska (2000, 2001, 2008, 2012) a vyhrál s ním Hokejovou ligu mistrů 2008/09. Třikrát byl vyhlášen nejlepším gólmanem švýcarské nejvyšší soutěže (1999, 2000, 2008). Zaznamenal i jeden ligový gól. ZSC Lions vyřadili k jeho poctě číslo 31 ze sady svých dresů. Roku 2011 přijal švýcarské občanství a ve Švýcarsku i žil, ale po rozvodu se svou švýcarskou manželkou se vrátil Do Finska a žije v Oulu, kde provozuje krematorium pro domácí mazlíčky.